# ジュリー・ブラスト
ジュリー・ブラスト（Julie Vlasto, 1903年8月8日 - 1985年3月2日）は、フランスの女子テニス選手。1925年と1926年の全仏選手権女子ダブルスでスザンヌ・ランランと組んで優勝した。1924年のパリ五輪女子シングルスで銀メダルも獲得している。

## 来歴
1924年パリ五輪に20歳で出場した。準決勝でイギリスのキティ・マッケインを 0-6, 7-5, 6-1 で破り決勝に進出した。決勝でアメリカのヘレン・ウィルスに 2-6, 2-6 で敗れ銀メダルを獲得した。
1925年初めて国際大会となった全仏選手権で、スザンヌ・ランランとペアを組み女子ダブルスで決勝に進出した。決勝でキティ・マッケイン組を 6-1, 9-11, 6-2 で破り優勝した。翌年の大会も優勝し連覇を果たした。
シングルスでのブラストは、1925年全仏選手権と1926年ウィンブルドン選手権でベスト4に進出している。
1985年3月2日、スイスローザンヌにて81歳で亡くなった。